# Silnice II/221
Silnice II/221 je silnice II. třídy spojující obce Svojetín, Podbořany a Podbořanský Rohozec a dále Velichov, Ostrov nad Ohří a hraniční přechod Potůčky.

## Vedení trasy

### Středočeský kraj

#### Okres Rakovník
- Svojetín, křížení s II/227 a III/2273

### Ústecký kraj

#### Okres Louny
- Velká Černoc, křížení s III/2211 a III/2212
- Malá Černoc, křížení s III/2213
- Soběchleby, křížení s III/2214 a III/2218
- Stachov
- Blšany, křížení a peáž s I/27
- Podbořany
  - peáž s II/224, křížení s III/2219 a III/22110
  - peáž s II/226, 2x křížení s III/22112
- Buškovice, křížení s III/22113 a III/22114
- Nepomyšl, křížení s III/2247, III/22115 a III/22116
- Podbořanský Rohozec, křížení s III/22117 a II/194
- Vojenský újezd Hradiště

Dále je silnice přerušena vojenským prostorem

### Okres Karlovy Vary
Úsek degradovaný na silnici III/22127:
- Vojenský újezd Hradiště, Dolní Lomnice
- Kyselka, křížení s II/222
- Radošov, křížení s III/22124
- Velichov, křížení s III/22125
- Mořičov
- Liticov
- Ostrov, křížení a peáž s I/13

Začátek dalšího úseku II/221:
- Ostrov
- Kfely
- Bystřice, křížení s III/22128
- Hroznětín, křížení s III/22129, III/22136 a III/2204
- Merklín, křížení s III/22137
- Pstruží
- Pernink, křížení s II/219
- Horní Blatná, křížení s III/2209 a III/22141
- Stráň
- hraniční přechod Potůčky - Johanngeorgenstadt, křížení s III/2196

## Související silnice III. třídy
- III/2211 Velká Černoc - Hořesedly, křížení s I/6
- III/2212 spojka z Velké Černoci na II/227
- III/2213 Malá Černoc - Vlkov
- III/2214 Soběchleby - Běsno, křížení s III/2215 - Vrbice, křížení s III/2216 - Hořovičky, křížení s I/6
- III/2215 Běsno, křížení s III/2214 - Strojetice, křížení s I/27
- III/2216 Spojka mezi III/2211 a Vlkovem (III/2213) - Děkov, křížení s III/2217 - Vrbice, křížení s III/2214
- III/2217 Děkov - Nová Ves - I/6
- III/2218 Soběchleby - Siřem - III/22110
- III/2219 Podbořany - Valov
- III/22110 Podbořany - Letov - I/27 - III/2218 - Liběšovice - Libořice, křížení s III/22111 a III/22721 - Železná - Měcholupy, křížení s III/22712 a III/22720
- III/22111 Libořice - Sýrovice, křížení s I/27
- III/22112 Podbořany - Hlubany
- III/22113 Buškovice - Krásný Dvůr, křížení s III/2247 a III/2249
- III/22114 Buškovice - Brody, křížení s III/2247
- III/22115 Nepomyšl - Chmelištná, křížení s III/22117
- III/22116 Nepomyšl - Dvérce - Kružín, křížení s III/1942 - Vroutek, křížení s II/226 a III/2241
- III/22117 Podbořanský Rohozec - Chmelitná, křížení s III/22115 - III/22118 - Mašťov, křížení s III/22119 a III/22121 - Radonice, křížení s III/22123 a III/22417 a III/22425 - Vilémov, křížení s III/22410 - Račetice. křížení s II/224
- III/22118 spojka III/22117 - Dobřenec, křížení s III/22120
- III/22119 Mašťov - Vojenský prostor Hradiště, na hranicích křížení s III/22120 a III/22419
- III/22120 Konice - III/22118 - III/22119
- III/22121 Mašťov - Němčany, křížení s III/22122 - Brody, křížení s III/2247
- III/22122 Němčany - Chotěbudice, křížení s III/22410
- III/22123 Radonice - Radechov - III/22417
- III/22124 Radošov - Stráň - III/22214
- III/22125 Velichov - Vojkovice, křížení s III/22126 - Damice, křížení s I/13 a III/2238
- III/22126 Vojkovice - Jakubov
- III/22128 Bystřice - Hluboký - Horní Žďár, křížení s I/25
- III/22129 Hroznětín - III/22130 - III/22131 - Velký Rybník - II/22132 - Podlesí - Otovice, křížení s III/22134 - Sedlec, křížení s III/2201 - III/22134 a III/22220 - Sadov, křížení s III/22132 a III/22222 - Lesov - I/13 - Bor - III/22214
- III/22130 spojka v Hroznětíně mezi III/22129 a III/22136
- III/22131 odbočka z III/22129 na Ruprechtov
- III/22132 spojka mezi III/22129 u Sadova
- III/22134 Rybáře, křížení s III/2201 - Čankov - Otovice -spojka mezi III/22129 u Otovic
- III/22136 Hroznětín - III/22130 - III/2204
- III/22137 Merklín - Lípa - Mariánská - Jáchymov, křížení s I/25 a II/219
- III/22141 Horní Blatná - Ryžovna, křížení s III/2193 a III/2196